# Національний заповідник «Замки Тернопілля»

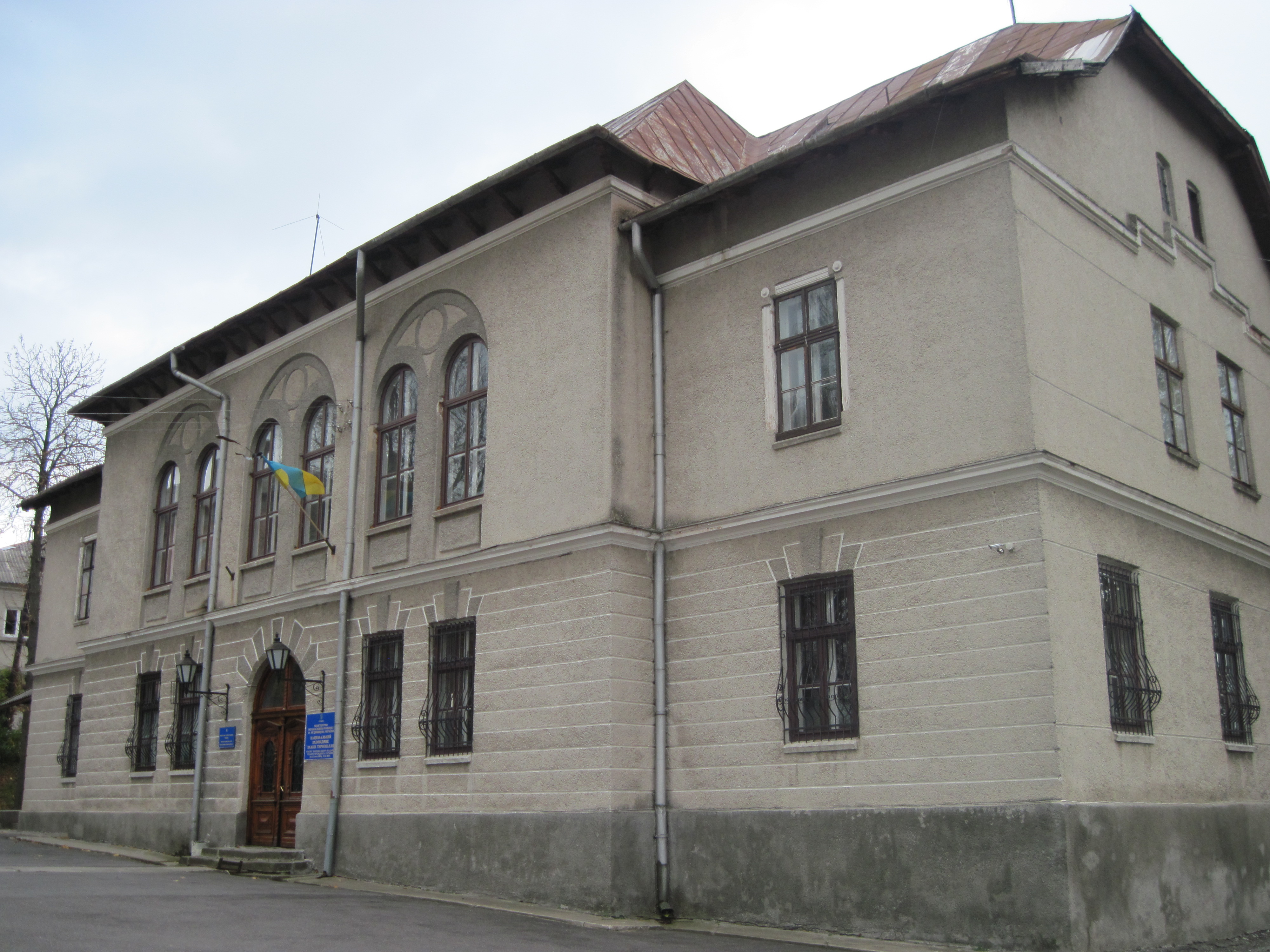

Національний заповідник «Замки Тернопілля» — історико-архітектурний заповідник. Дирекція знаходиться у місті Збараж. 
Утворений у січні 2005 на базі державного історико-архітектурного заповідника, який діяв від 1994 року. 
Директор — Анатолій Маціпура. 
15 наукових співробітників. 
Основні завдання заповідника — збереження та реставрація пам'яток культурної спадщини і налагодження музейної роботи.
При заповіднику працюють:
- реставраційні майстерня,
- науково-методична рада,
- фондова та закупівельна комісії.

## Фонди
У запасниках Національного заповідника «Замки Тернопілля» — понад 50 тисяч експонатів:
- колекції ікон,
- нумізматики,
- боністики,
- геральдики,
- вишивки,
- керамічних люльок,
- годинників,
- музичних інструментів,
- антикварних меблів,
- килимів,
- скульптур Антона Осінського, Йогана-Георга Пінзеля,
- археологічних знахідок різних історичних періодів тощо.

## Об'єкти заповідника
Основний об'єкт заповідника — замок князів Збаразьких, у 40 залах якого впродовж 10 років експонували понад 100 художніх виставок; тут відкрито органний зал. У казематах палацу — ресторан «Легенда».
Було створено дві філії заповідника: 1999 року на базі пам'ятки архітектури національного значення — палацово-паркового комплексу XIV–XIX ст. — Вишнівецьку філію, а 2004 року на базі пам'ятки архітектури національного значення — Скалатського замку XVII ст. — Скалатську.
Розпорядженням Кабінету Міністрів України від 5 листопада 2008 року до складу заповідника ввійшли:
- замок 1540 року у м. Тернопіль
- замок 1631 року у м. Теребовля
- замок XVI–XVII століть у містечку Микулинці Тернопільського району
- замок XVII століття в містечку Золотий Потік
- замок 1600 року в селі Підзамочок
- замок XIV–XVIII століття в селі Язловець Бучацького району
- замок XVI–XVIII століть у селищі Скала-Подільська
- замок XVII століття в селі Кривче Борщівського району
- замок XVI–XVIII століть у місті Чортків

## Діяльність заповідника
В заповіднику налагоджена видавнична діяльність: виходять газета «Вісник історії краю», журнал «Збараж — місто в Медоборах», брошури, буклети, книги, матеріали наукових конференсій, у тому числі міжнародні та ін.
Налагоджено співпрацю з науковими установами та музеями України й зарубіжжя.
Діяльність заповідника проводиться також за допомогою іноземних коштів, зокрема, Посольського фонду США збереження культурної спадщини.